# Martina Kocher
Martina Kocher (ur. 14 marca 1985 w Biel/Bienne) – szwajcarska saneczkarka, dwukrotna medalistka mistrzostw świata.

## Kariera
Pierwszy sukces w karierze osiągnęła 18 stycznia 2004 roku w Winterbergu, gdzie zdobyła pierwsze punkty Pucharu Świata, zajmując siódme miejsce. W klasyfikacji końcowej sezonu 2003/2004 zajęła ostatecznie 30. miejsce. Jak dotąd nie stanęła na podium zawodów tego cyklu. Największe sukcesy osiągnęła w 2016 roku, zdobywając dwa medale podczas mistrzostw świata w Königssee. Najpierw zwyciężyła w nowo wprowadzonej konkurencji sprintu, zostając tym samym pierwszą w historii mistrzynią świata w tej konkurencji. Wyprzedziła dwie Niemki: Natalie Geisenberger i Dajanę Eitberger. Dzień później była druga w jedynkach, rozdzielając Geisenberger i Rosjankę Tatjanę Iwanową. W 2006 roku wystartowała na igrzyskach olimpijskich w Turynie, zajmując dziewiąte miejsce. Na rozgrywanych cztery lata później igrzyskach w Vancouver, była siódma. Brała też udział w igrzyskach olimpijskich w Soczi w 2014 roku, ponownie zajmując dziewiąte miejsce. Podczas mistrzostw świata w Igls w 2017 roku wywalczyła srebrny medal w konkurencji sprintu.
W sierpniu 2018 roku ogłosiła zakończenie kariery sportowej.